# Edmonton Oil Kings
Die Edmonton Oil Kings sind eine kanadische Eishockeymannschaft aus Edmonton, Alberta. Das Team spielt seit 2007 in einer der drei höchsten kanadischen Junioren-Eishockeyligen, der Western Hockey League (WHL).

## Geschichte
Am 16. März 2006 gab die Western Hockey League die Vergabe eines Expansions-Franchise bekannt, welches sie in Edmonton, Alberta, ansiedelte. Das Franchise wurde von seinem neuen Besitzer, dem Unternehmen Rexall Sports, nach dem ehemaligen WCHL-Team Edmonton Oil Kings benannt, dessen Wappen das neue Franchise in abgewandelter Form ebenfalls erhielt. In der Saison 2007/08 erreichten die Oil Kings mit 22 Siegen in 72 Spielen und 55 Punkten den fünften und somit vorletzten Platz in der Central Division. In der folgenden Spielzeit wurden sie erneut Fünfter der Central Division, jedoch konnten sie sich um zwölf Punkte auf 67 Zähler steigern, wodurch das Team aus Alberta erstmals die Playoffs um den Ed Chynoweth Cup erreichte. In der ersten Runde scheiterte die Mannschaft am späteren Finalteilnehmer Calgary Hitmen in der Best-of-Seven-Serie mit einem Sweep.

## Saisonstatistik
Abkürzungen: GP = Spiele, W = Siege, L = Niederlagen, T = Unentschieden, OTL = Niederlagen nach Overtime SOL = Niederlagen nach Shootout, Pts = Punkte, GF = Erzielte Tore, GA = Gegentore, PIM = Strafminuten
| Saison  | GP | W  | L  | T | OTL | SOL | Pts | GF  | GA  | Platz       | Playoffs                       |
| 2007–08 | 72 | 22 | 39 | — | 4   | 7   | 55  | 162 | 241 | 5., Central | nicht qualifiziert             |
| 2008–09 | 72 | 29 | 34 | — | 4   | 5   | 67  | 191 | 252 | 5., Central | Niederlage in der ersten Runde |
| 2009–10 | 72 | 16 | 43 | — | 4   | 9   | 45  | 169 | 285 | 6., Central | nicht qualifiziert             |
| 2010–11 | 72 | 31 | 34 | — | 2   | 5   | 69  | 249 | 252 | 4., Central | Niederlage in der ersten Runde |
| 2011–12 | 72 | 50 | 15 | — | 3   | 4   | 107 | 310 | 193 | 1., Central | Meister                        |
| 2012–13 | 72 | 51 | 15 | — | 2   | 4   | 108 | 278 | 155 | 1., Central | Niederlage im Finale           |
| 2013–14 | 72 | 50 | 19 | — | 2   | 1   | 103 | 290 | 179 | 1., Central | Meister                        |

## Team-Rekorde

### Karriererekorde
Spiele: 338  T. J. Foster
Tore: 128  Michael St. Croix
Assists: 192  Michael St. Croix
Punkte: 320  Michael St. Croix
Strafminuten: 480  Brandon Baddock
(Stand: Saisonende 2017/18)